# Bolsa de Valores de Ruanda
La Bolsa de Valores de Ruanda (en ingles: Rwanda Stock Exchange) (RSE) es la bolsa de valores de Uganda con sede en Kampala.

## Historia
se constituyó el 7 de octubre de 2005 con el objeto de realizar operaciones en el mercado de valores. La Bolsa de Valores fue desmutualizada desde el principio y registrada como sociedad anónima. La empresa se lanzó oficialmente el 31 de enero de 2011. Este día coincidió con el primer día de negociación de las acciones de la única cervecería de Ruanda, Bralirwa, que cotiza bajo el símbolo BLR. La Bolsa de Valores de Ruanda reemplazó a la Bolsa Over The Counter, que había estado en funcionamiento desde enero de 2008, por dos empresas que cotizan en bolsa, a saber, el Kenya Commercial Bank Group (KCB), que cotizó desde el 18 de junio de 2009, y el National Media Group (NMG), que cotizó desde el 2 de noviembre de 2010.
Después del lanzamiento de la Bralirwa como una oferta pública inicial (IPO) pionera, la segunda IPO de RSE fue la del Banco de Kigali, lanzada el 31 de junio de 2011. El 14 de abril de 2015, Crystal Ventures anunció su intención de lanzar una oferta pública inicial (IPO) en la Bolsa de Valores de Ruanda de su subsidiaria de propiedad absoluta, Crystal Telecom. Crystal Telecom tiene una participación del 20% en MTN Rwanda, la empresa de telecomunicaciones más grande del país.
En febrero de 2011, el Banco Nacional de Ruanda, el banco central del país, contrató a la Corporación Central de Depósito y Liquidación (CDSC), una empresa keniana, para prestar servicios a la Bolsa de Valores de Ruanda durante un año y capacitar al personal ruandés hasta que el país pudiera iniciar y operar su bolsa de valores. registro propio de valores.
El 7 de diciembre de 2012, RSE lanzó el Índice de Acciones de la Bolsa de Valores de Ruanda (RSESI), un índice de referencia de desempeño ponderado por capitalización de mercado, basado en reglas y calculado de forma independiente para las acciones de la Bolsa de Valores de Ruanda.
Desde abril de 2014, RSE ha comercializado cinco empresas locales y de África Oriental que cotizan en bolsa y también negocia tres instrumentos de renta fija gubernamentales y uno corporativo. La RSE opera en diferentes establecimientos como la asociación con la Bolsa de Valores de Nairobi en Kenia, la Bolsa de Valores de Dar es Salaam en Tanzania y la Bolsa de Valores de Uganda. Está previsto integrar las cuatro bolsas de valores para formar una única bolsa de valores de África Oriental. En enero de 2016, África Oriental informó que había tres IPO en marcha.